# Långgölen (Kristbergs socken, Östergötland)
Långgölen är en sjö i Motala kommun i Östergötland och ingår i Motala ströms huvudavrinningsområde.